# Jack Chick
Jack Thomas Chick (13 de abril de 1924 - 23 de outubro de 2016) foi um cartunista e editor americano, mais conhecido por seu conteúdo cristão Chick tracts. Expressou sua visão sobre uma variedade de questões por meio de peças de moralidade de arte sequencial.
Diversas publicações de sua autoria acusavam católicos romanos, maçons, muçulmanos e muitos outros grupos de assassinato e conspirações. Seus quadrinhos foram observados por Robert Ito, na revista Los Angeles, como "partes iguais de literatura de ódio e sermão de fogo e enxofre ".
Os pensamentos e opiniões de Chick foram divulgadas principalmente por meio de folhetos e, mais recentemente, online. Sua empresa, Chick Publications, afirma que vendeu mais de 750 milhões de folhetos, folhetos de quadrinhos e histórias em quadrinhos, vídeos, livros e pôsteres projetados para promover o protestantismo evangélico de uma perspectiva amplamente cristã. Eles foram traduzidos para mais de 100 idiomas.
Chick era membro do movimento batista independente que seguia uma interpretação dispensacionalista pré-milenista do Fim dos Tempos. Ele acreditava no movimento King James Only, que especula que toda tradução da Bíblia para o inglês mais recente que 1611 promove heresia ou banalização.